# Новые центурионы (фильм)
«Новые центурионы» (англ. The New Centurions) — кинофильм режиссёра Ричарда Флейшера; экранизация одноимённого романа американского писателя Джозефа Уэмбо.

## Сюжет
Фильм о работе лос-анджелесской полиции. Новичок-идеалист, студент юридического факультета (Стейси Кич), поступает в полицию, просто чтобы как-то свести концы с концами, и проходит суровую школу полицейской жизни под руководством копа-ветерана (Джордж К. Скотт). Постепенно он теряет интерес и к семье, и к учёбе: работа в полиции становится всей его жизнью.

## В ролях
- Джордж К. Скотт — Кильвински
- Стейси Кич — Рой
- Джейн Александр — Дороти
- Скотт Уилсон — Гус
- Розалинд Кэш — Лорри
- Эрик Эстрада — Серджио
- Клифтон Джеймс — Уайти
- Ричард Е. Кальк — Милтон
- Джеймс Сиккинг — сержант Андерс
- Беверли Хоуп Эткинсон — Элис
- Митти Лоуренс — Глория
- Изабель Санфорд — Вилма
- Кэрол Спид — Марта
- Трэйси Лайлс — Хелен
- Бёрк Бирнс — Филлипс
- Уильям Атертон — Джонсон
- Питер Де Анда — Глэдстоун
- Эд Лотер — Гэллоуэй
- Дольф Свит — сержант Рунион
- Стефан Гираш — владелец дома
- Дебби Фрэш — Рэбэкка
- Майк Лэйн — Lumberjack
- Роджер Э. Мосли — водитель грузовика
- Чарльз Д. Грэй — Бетел
- Рид Морган — Вудро Гэнди
- Майкл Делано — Ранатти
- Адриана Шоу — пьющая мать
- Пепе Серна — молодой мексиканец
- Би Томпкинс — Серебряные брюки
- Хилли Хикс — молодой негр
- Энн Рэмси — жена сумасшедшего мужчины
- Киттен Нативидад — гоу-гоу танцовщица в баре